# U-17-Fußball-Weltmeisterschaft der Frauen 2012
Die U-17-Fußball-Weltmeisterschaft der Frauen 2012 (offiziell 2012 FIFA U-17 Women’s World Cup) war die dritte Ausspielung dieses Wettbewerbs für Fußballspielerinnen unter 17 Jahren (Stichtag: 1. Januar 1995) und fand vom 22. September bis 13. Oktober 2012 in Aserbaidschan statt. Das Turnier wurde auf der Sitzung des FIFA-Exekutivkomitees am 19. März 2010 an Aserbaidschan vergeben, das damit erstmals Ausrichter eines FIFA-Turniers war. Am Turnier nahmen 16 Mannschaften teil, die zunächst in vier Gruppen- und danach im K.-o.-System gegeneinander antraten. Titelverteidiger war die Mannschaft aus Südkorea, die sich nicht qualifizieren konnte. Weltmeister wurden die Französinnen.

## Qualifikation

Teilnehmer (grün), nicht qualifizierte Mannschaften (hellgrün), nicht teilnehmende Mannschaften hellgrau. Länder, die nicht Mitglieder der FIFA sind bzw. zu Qualifikationsbeginn kein FIFA-Mitglied waren dunkelgrau.

Die Qualifikation in Asien wurde bei der U-16-Asienmeisterschaft in Nanjing (Volksrepublik China) vom 3. bis 13. November 2011 ausgespielt. Turniersieger bzw. Gruppenerster wurde Japan. Den zweiten und dritten WM-Startplatz sicherten sich Nordkorea, das die erste WM gewonnen hatte, und China, das erstmals teilnahm.
Zwei Startplätze für die UEFA wurden bei der U-17-Europameisterschaft der Frauen im Juni 2012 im schweizerischen Nyon vergeben. Qualifizieren konnten sich Europameister Deutschland und Frankreich. Den dritten Platz erhielt Aserbaidschan, das als Gastgeber automatisch qualifiziert war.
Als Qualifikationsturnier für die CONCACAF-Zone diente die CONCACAF U-17-Meisterschaft, die vom 2. bis zum 12. Mai 2012 in Guatemala-Stadt (Guatemala) in einer Endrunde mit acht Mannschaften ausgetragen wurde. Als Finalisten qualifizierten sich Kanada und die USA. Der dritte Teilnehmer wurde im Spiel um Platz drei zwischen Mexiko und Panama ermittelt, das Mexiko mit 6:0 gewann.
Die südamerikanischen Teilnehmer wurden bei der U-17-Fußball-Südamerikameisterschaft der Frauen in Bolivien vom 9. bis 25. März ermittelt. Qualifiziert hatten sich Brasilien, Kolumbien und Uruguay, das zum ersten Mal an einer U17-WM der Frauen teilnahm.
Die drei Vertreter aus Afrika wurden im Januar und März 2012 ermittelt. Als erste afrikanische Mannschaft konnte sich Ghana in zwei Play-off-Duellen gegen Südafrika qualifizieren. Nach zwei Play-off-Siegen gegen Sambia ebenfalls qualifiziert war Nigeria. Den dritten WM-Startplatz sicherte sich Gambia in zwei Spielen gegen Tunesien. Für Gambia war es die erste Teilnahme an einem großen internationalen Frauenturnier.
Der Vertreter aus Ozeanien wurde bei der OFC U-17-Frauen-Meisterschaft ermittelt, die vom 9. bis 13. April 2012 in Neuseeland ausgetragen wurde. Neuseeland konnte mit drei deutlichen Siegen die Teilnahme sichern.

## Teilnehmer
| 3 aus Europa                           | Aserbaidschan* | Deutschland | Frankreich |
| 3 aus Asien                            | Japan          | Nordkorea   | China*     |
| 3 aus Nord-, Mittelamerika und Karibik | USA            | Kanada      | Mexiko     |
| 3 aus Afrika                           | Ghana          | Nigeria     | Gambia*    |
| 3 aus Südamerika                       | Brasilien      | Uruguay*    | Kolumbien  |
| 1 aus Ozeanien                         | Neuseeland     |             |            |

* Erstteilnahme.

### Das deutsche Team
Bundestrainerin Anouschka Bernhard nominierte für das Turnier folgenden Kader:
| Nr. | Spielerin             | Geburtsdatum | Position   | Verein                 |
| --- | --------------------- | ------------ | ---------- | ---------------------- |
| 01  | Merle Frohms          | 28.01.1995   | Tor        | VfL Wolfsburg          |
| 02  | Sarah Schulte         | 08.06.1995   | Abwehr     | SV Meppen              |
| 03  | Sharon Beck           | 22.03.1995   | Abwehr     | SGS Essen              |
| 04  | Laura Leluschko       | 30.10.1995   | Abwehr     | Bayer 04 Leverkusen    |
| 05  | Lena Lückel           | 09.08.1995   | Abwehr     | FSV Gütersloh 2009     |
| 06  | Daria Streng          | 22.05.1995   | Mittelfeld | FCR 2001 Duisburg      |
| 07  | Vivien Beil           | 12.12.1995   | Mittelfeld | FF USV Jena            |
| 08  | Theresa Panfil        | 13.11.1995   | Mittelfeld | 1. FFC Frankfurt       |
| 09  | Ricarda Kießling      | 23.06.1996   | Mittelfeld | TSV Nördlingen         |
| 10  | Sara Däbritz          | 15.02.1995   | Mittelfeld | SC Freiburg            |
| 11  | Manjou Wilde          | 19.04.1995   | Mittelfeld | Werder Bremen          |
| 12  | Teresa Straub         | 10.08.1995   | Tor        | SC Freiburg            |
| 13  | Franziska Jaser       | 20.01.1996   | Abwehr     | TSG Thannhausen        |
| 14  | Wibke Meister         | 12.03.1995   | Abwehr     | 1. FFC Turbine Potsdam |
| 15  | Pauline Bremer        | 10.04.1996   | Abwehr     | 1. FFC Turbine Potsdam |
| 16  | Janina Meißner        | 22.02.1995   | Mittelfeld | TSG 1899 Hoffenheim    |
| 17  | Johanna Tietge        | 16.04.1996   | Abwehr     | VfL Wolfsburg          |
| 18  | Venus El-Kassem       | 04.01.1995   | Sturm      | 1. FFC Turbine Potsdam |
| 19  | Marie Christin Becker | 18.05.1995   | Abwehr     | Holstein Kiel          |
| 20  | Rebecca Knaak         | 23.06.1996   | Mittelfeld | SC 07 Bad Neuenahr     |
| 21  | Miriam Hanemann       | 24.03.1997   | Tor        | 1. FFC Frankfurt       |

## Spielorte
Die Spiele der Weltmeisterschaft fanden in zwei Städten statt. Fünf Stadien befanden sich in Baku und eines in Lənkəran. Die drei kleineren Arenen in Baku sind allerdings lediglich mit Kunstrasen ausgestattet.
| Baku |

| Lənkəran |

| Baku |

| Lənkəran |

## Vorrunde
Die Auslosung für die Endrunde fand am 6. Juli um 19:00 Uhr Ortszeit im International Mugam Centre von Baku statt.

Alle Zeiten in MESZ (+ 3 Stunden = örtliche Sommerzeit).

### Gruppe A
| Pl. | Land          | Sp. | S | U | N | Tore    | Diff. | Punkte |
| --- | ------------- | --- | - | - | - | ------- | ----- | ------ |
| 1.  | Nigeria       | 3   | 2 | 1 | 0 | 015:100 | +14   | 07     |
| 2.  | Kanada        | 3   | 2 | 1 | 0 | 003:100 | +2    | 07     |
| 3.  | Kolumbien     | 3   | 1 | 0 | 2 | 004:400 | ±0    | 03     |
| 4.  | Aserbaidschan | 3   | 0 | 0 | 3 | 000:160 | −16   | 0      |

|                                                                           |   |               |            |
| Samstag, 22. September 2012 um 17:00 Uhr in Baku (Tofiq-Bəhramov-Stadion) |   |               |            |
| Aserbaidschan                                                             | – | Kolumbien     | 0:4 (0:3)  |
| Samstag, 22. September 2012 um 14:00 Uhr in Baku (Tofiq-Bəhramov-Stadion) |   |               |            |
| Nigeria                                                                   | – | Kanada        | 1:1 (0:0)  |
| Dienstag, 25. September 2012 um 17:00 Uhr in Lənkəran                     |   |               |            |
| Aserbaidschan                                                             | – | Nigeria       | 0:11 (0:7) |
| Dienstag, 25. September 2012 um 11:00 Uhr in Baku (Şəfa-Stadion)          |   |               |            |
| Kolumbien                                                                 | – | Kanada        | 0:1 (0:0)  |
| Samstag, 29. September 2012 um 17:00 Uhr in Baku (Dalğa-Arena)            |   |               |            |
| Kanada                                                                    | – | Aserbaidschan | 1:0 (0:0)  |
| Samstag, 29. September 2012 um 17:00 Uhr in Baku (Bayil Stadium)          |   |               |            |
| Kolumbien                                                                 | – | Nigeria       | 0:3 (0:1)  |

### Gruppe B
| Pl. | Land       | Sp. | S | U | N | Tore    | Diff. | Punkte |
| --- | ---------- | --- | - | - | - | ------- | ----- | ------ |
| 1.  | Nordkorea  | 3   | 1 | 2 | 0 | 013:200 | +11   | 05     |
| 2.  | Frankreich | 3   | 1 | 2 | 0 | 011:300 | +8    | 05     |
| 3.  | USA        | 3   | 1 | 2 | 0 | 007:100 | +6    | 05     |
| 4.  | Gambia     | 3   | 0 | 0 | 3 | 002:270 | −25   | 0      |

|                                                                     |   |            |            |
| Samstag, 22. September 2012 um 12:00 Uhr in Lənkəran (Stadtstadion) |   |            |            |
| Frankreich                                                          | – | USA        | 0:0        |
| Samstag, 22. September 2012 um 10:00 Uhr in Baku (8 km Stadium)     |   |            |            |
| Nordkorea                                                           | – | Gambia     | 11:0 (6:0) |
| Dienstag, 25. September 2012 um 11:00 Uhr in Baku (Dalğa-Arena)     |   |            |            |
| Frankreich                                                          | – | Nordkorea  | 1:1 (0:0)  |
| Dienstag, 25. September 2012 um 14:00 Uhr in Baku (Dalğa-Arena)     |   |            |            |
| USA                                                                 | – | Gambia     | 6:0 (1:0)  |
| Samstag, 29. September 2012 um 14:00 Uhr in Baku (Dalğa-Arena)      |   |            |            |
| Gambia                                                              | – | Frankreich | 2:10 (0:3) |
| Samstag, 29. September 2012 um 14:00 Uhr in Baku (Bayil Stadium)    |   |            |            |
| USA                                                                 | – | Nordkorea  | 1:1 (1:1)  |

### Gruppe C
| Pl. | Land       | Sp. | S | U | N | Tore    | Diff. | Punkte |
| --- | ---------- | --- | - | - | - | ------- | ----- | ------ |
| 1.  | Japan      | 3   | 3 | 0 | 0 | 017:000 | +17   | 09     |
| 2.  | Brasilien  | 3   | 2 | 0 | 1 | 005:800 | −3    | 06     |
| 3.  | Mexiko     | 3   | 1 | 0 | 2 | 001:100 | −9    | 03     |
| 4.  | Neuseeland | 3   | 0 | 0 | 3 | 003:800 | −5    | 0      |

|                                                                  |   |            |           |
| Sonntag, 23. September 2012 um 12:00 Uhr in Baku (Bayil Stadium) |   |            |           |
| Mexiko                                                           | – | Neuseeland | 1:0 (1:0) |
| Sonntag, 23. September 2012 um 15:00 Uhr in Baku (Bayil Stadium) |   |            |           |
| Brasilien                                                        | – | Japan      | 0:5 (0:2) |
| Mittwoch, 26. September 2012 um 14:00 Uhr in Baku (8 km Stadium) |   |            |           |
| Mexiko                                                           | – | Brasilien  | 0:1 (0:0) |
| Mittwoch, 26. September 2012 um 17:00 Uhr in Baku (8 km Stadium) |   |            |           |
| Neuseeland                                                       | – | Japan      | 0:3 (0:0) |
| Sonntag, 30. September 2012 um 11:00 Uhr in Baku (Şəfa-Stadion)  |   |            |           |
| Japan                                                            | – | Mexiko     | 9:0 (5:0) |
| Sonntag, 30. September 2012 um 11:00 Uhr in Baku (8 km Stadium)  |   |            |           |
| Neuseeland                                                       | – | Brasilien  | 3:4 (2:3) |

### Gruppe D
| Pl. | Land        | Sp. | S | U | N | Tore    | Diff. | Punkte |
| --- | ----------- | --- | - | - | - | ------- | ----- | ------ |
| 1.  | Deutschland | 3   | 2 | 1 | 0 | 008:400 | +4    | 07     |
| 2.  | Ghana       | 3   | 2 | 0 | 1 | 008:200 | +6    | 06     |
| 3.  | China       | 3   | 1 | 1 | 1 | 005:300 | +2    | 04     |
| 4.  | Uruguay     | 3   | 0 | 0 | 3 | 002:140 | −12   | 0      |

|                                                                   |   |             |           |
| Sonntag, 23. September 2012 um 15:00 Uhr in Baku (Dalğa-Arena)    |   |             |           |
| Uruguay                                                           | – | China       | 0:4 (0:3) |
| Sonntag, 23. September 2012 um 12:00 Uhr in Baku (Dalğa-Arena)    |   |             |           |
| Ghana                                                             | – | Deutschland | 1:2 (0:2) |
| Mittwoch, 26. September 2012 um 14:00 Uhr in Baku (Bayil Stadium) |   |             |           |
| Uruguay                                                           | – | Ghana       | 0:5 (0:3) |
| Mittwoch, 26. September 2012 um 17:00 Uhr in Baku (Bayil Stadium) |   |             |           |
| China                                                             | – | Deutschland | 1:1 (1:0) |
| Sonntag, 30. September 2012 um 14:00 Uhr in Lənkəran              |   |             |           |
| Deutschland                                                       | – | Uruguay     | 5:2 (1:1) |
| Sonntag, 30. September 2012 um 14:00 Uhr in Baku (8 km Stadium)   |   |             |           |
| China                                                             | – | Ghana       | 0:2 (0:1) |

## Finalrunde
Alle Zeiten in MESZ (+ 3 Stunden = örtliche Sommerzeit).

### Viertelfinale
|                                                                 |   |            |                    |
| Donnerstag, 4. Oktober 2012 um 14:00 Uhr in Baku (8 km Stadium) |   |            |                    |
| Nordkorea                                                       | – | Kanada     | 2:1 (0:0)          |
| Donnerstag, 4. Oktober 2012 um 17:00 Uhr in Baku (8 km Stadium) |   |            |                    |
| Nigeria                                                         | – | Frankreich | 0:0, 3:5 i. E. (a) |
| Freitag, 5. Oktober 2012 um 14:00 Uhr in Baku (8 km Stadium)    |   |            |                    |
| Deutschland                                                     | – | Brasilien  | 2:1 (1:1)          |
| Freitag, 5. Oktober 2012 um 17:00 Uhr in Baku (8 km Stadium)    |   |            |                    |
| Japan                                                           | – | Ghana      | 0:1 (0:0)          |

### Halbfinale
|                                                               |   |             |           |
| Dienstag, 9. Oktober 2012 um 14:00 Uhr in Baku (8 km Stadium) |   |             |           |
| Frankreich                                                    | – | Ghana       | 2:0 (1:0) |
| Dienstag, 9. Oktober 2012 um 17:00 Uhr in Baku (8 km Stadium) |   |             |           |
| Nordkorea                                                     | – | Deutschland | 2:1 (1:0) |

### Spiel um Platz 3
|                                                                         |   |             |           |
| Samstag, 13. Oktober 2012 um 14:00 Uhr in Baku (Tofiq-Bəhramov-Stadion) |   |             |           |
| Ghana                                                                   | – | Deutschland | 1:0 (1:0) |

### Finale
|                                                                         |   |           |                    |
| Samstag, 13. Oktober 2012 um 17:00 Uhr in Baku (Tofiq-Bəhramov-Stadion) |   |           |                    |
| Frankreich                                                              | – | Nordkorea | 1:1, 7:6 i. E. (a) |

Die Spielerinnen des Weltmeisters
Trainer Guy Ferrier hatte folgendes Aufgebot zusammengestellt:
- Tor: Romane Bruneau (ESOF La Roche), Claire Jacob (Arras FCF), Cindy Perrault (Olympique Lyon)
- Abwehr: Amandine Blanc (FCF Monteux), Noémie Carage (Olympique Lyon), Griedge Mbock Bathy (EA Guingamp), Marion Romanelli (FCF Monteux)
- Mittelfeld: Alexandra Atamaniuk (FC Vendenheim), Laura Blanchard (FCO Dijon), Delphine Cascarino (Olympique Lyon), Ophélie Gahery (Le Mans FC), Juliane Gathrat (AS Algrange), Onema Grace Geyoro (Paris Saint-Germain), Candice Gherby (AS Saint-Étienne), Ghoutia Karchouni (Olympique Lyon), Sandie Toletti (HSC Montpellier), Aïssatou Tounkara (Juvisy FCF)
- Angriff: Pauline Cousin (FCF Hénin-Beaumont), Léa Declercq (FCF Hénin-Beaumont), Kadidiatou Diani (Juvisy FCF), Laurie Saulnier (FCF Monteux)

## Schiedsrichterinnen
Insgesamt wurden 14 Schiedsrichterinnen und 29 Schiedsrichterassistentinnen von der FIFA für das Turnier nominiert.
| Kontinentalverband | Schiedsrichterinnen                                                                                                   | Schiedsrichterassistentinnen |
| ------------------ | --- | --- |
| AFC                | - Etsuko Fukano - Ri Hyang-ok                                                                                         | - Zhang Lingling - Chie Ohata - Hong Kum-nyo - Liu Hsiu-mei |
| CAF                | - Aissata Amegee | - Khadidja Belkadi - Emmanuella Aglago - Diana Mukasa |
| CONCACAF           | - Gillian Martindale - Cardella Samuels - Alondra Arellano                                                            | - Milagros Leonardo - Elizabeth Aguilar - Nykasie Liverpool - Suzanne Morisset - Shirley Perelló - Mady Santos |
| CONMEBOL           | - Claudia Umpiérrez                                                                                                   | - Nadia Weiler - Luciana Mascaraña |
| OFC                | - Finau Vulivuli | - Jacqueline Stephenson - Wantin Yagum |
| UEFA               | - Carina Vitulano - Morag Pirie - Jana Adámková - Kateryna Monsul - Katalin Kulcsár - Karolina Radzik-Johan (Reserve) | - Ourania Foskolou - Panagiota Koutsoumpou - Giuliana Guarino - Romina Santuari - Nicolet Bakker - Monica Løkkeberg - Judit Romano - Lucie Ratajová - Adriana Šecová - Judit Kulcsár - Ulviyya Mustafaeva (Reserve) - Maya Nabiyeva (Reserve) |

## Torschützinnen
| Rang | Spielerin        | Tore |
| ---- | ---------------- | ---- |
| 1    | Ri Un-sim        | 8    |
| 2    | Chinwendu Ihezuo | 6    |

| Rang | Spielerin        | Tore |
| ---- | ---------------- | ---- |
| 3    | Léa Declercq     | 04   |
| 3    | Kadidiatou Diani | 04   |
| 3    | Jane Ayieyam     | 04   |
| 3    | Halimatu Ayinde  | 04   |

| Rang | Spielerin        | Tore |
| ---- | ---------------- | ---- |
| 7    | Sara Däbritz     | 03   |
| 7    | Rebecca Knaak    | 03   |
| 7    | Priscilla Okyere | 03   |
| 7    | Yui Narumiya     | 03   |
| 7    | Ri Kyong-hyang   | 03   |
| 7    | Kim So-hyang     | 03   |

14 Spielerinnen (bspw.  Ricarda Kießling) erzielten je zwei Tore, 38 Spielerinnen (bspw.  Summer Clarke,  Sharon Beck,
 Vivien Beil,  Pauline Bremer) je ein Tor. Drei Spielerinnen aus Gambia und jeweils eine Spielerin aus Brasilien und Kolumbien unterliefen Eigentore.

## Auszeichnungen
Die FIFA zeichnete nach dem Turnier die beste Spielerin, die beste Torschützin, die beste Torhüterin und die fairste Mannschaft aus:
- Goldener Ball:

Der Goldene Ball für die beste Spielerin ging an die Französin Griedge Mbock Bathy, Silber ging an Ri Hyang-sim (Nordkorea), Bronze an Yui Hasegawa (Japan).
- Goldener Schuh:

Beste Torschützin des Turniers wurde Ri Un-sim (Nordkorea), die acht Tore erzielte und damit den bisherigen Turnierrekord von Yeo Min-ji (Südkorea) einstellte, die zwei Jahre zuvor ebenfalls acht Tore erzielen konnte.
- Goldener Handschuh:

Als beste Torhüterin wurde Romane Bruneau aus Frankreich ausgezeichnet, die im Finale durch zwei gehaltene Elfmeter des Elfmeterschießen maßgeblichen Anteil am WM-Titel für Frankreich hatte. In fünf Turnierspielen kassierte sie nur zwei Tore.
- FIFA-Fairplay-Auszeichnung:

Japan wurde als fairste Mannschaft des Turniers ausgezeichnet. In vier Turnierspielen gab es keine gelbe oder rote Karte gegen die Japanerinnen.

## Trivia
- Mit 30.250 Zuschauern wurde beim Eröffnungsspiel zwischen Aserbaidschan und Kolumbien und dem zuvor in einer Doppelveranstaltung durchgeführten Spiel Nigeria gegen Kanada ein neuer Zuschauerrekord aufgestellt.
- Im Spiel Nordkorea gegen Gambia überboten die Nordkoreanerinnen beim 11:0 zunächst den Rekord für U-17-WM-Spiele, den die deutsche Mannschaft am 8. September 2010 beim 10:1 gegen Südafrika aufgestellt hatte, bzw. stellten den Rekord ein, den die deutsche Mannschaft am 10. September 2007 im Spiel gegen Argentinien bei der Fußball-Weltmeisterschaft der Frauen 2007 für Frauen-WM-Spiele aufgestellt hatte. Am 25. September stellte Nigeria beide Rekorde beim 11:0 gegen Aserbaidschan ein.
- Chinwendu Ihezuo (Nigeria) ist die erste Spielerin, der in einem U-17-WM-Spiel fünf Tore gelangen. Sie überbot den bisherigen Rekord von vier Toren, aufgestellt von Kyra Malinowski (Deutschland) und Yeo Min-ji (Südkorea) bei der WM 2010.
- Sainey Sissohore (Gambia) war beim Spiel gegen Nordkorea mit 13 Jahren und 267 Tagen die jüngste Spielerin in der Geschichte des Turniers.[13] Da sie auch beim Spiel gegen Frankreich das zweite Tor für Gambia erzielte, ist sie zudem die jüngste Torschützin in der Geschichte des Turniers.[14]
- Gabriela Gonzalez (Uruguay) ist die erste Torhüterin in der Geschichte des Turniers, die eine Rote Karte erhielt.
- Nachdem 2008 mit Neuseeland und 2010 mit Trinidad und Tobago die Gastgeber bereits in der Gruppenphase ausschieden, konnte auch 2012 Gastgeber Aserbaidschan die Gruppenphase nicht überstehen. Aserbaidschan ist zudem die erste Mannschaft, die ohne Torerfolg und der erste Gastgeber, der mit drei Niederlagen ausgeschieden ist.
- Durch den Sieg gegen Mexiko hat Brasilien mindestens je einmal gegen Mexiko bei allen FIFA-Frauenturnieren (inkl. den Olympischen Spielen) gewonnen.
- Im Spiel zwischen Frankreich und Gambia wurden beim 10:2 die meisten Tore in der Geschichte des Turniers erzielt.
- Erstmals schied eine Mannschaft der USA bei einem FIFA-Frauenturnier in der Gruppenphase aus. Zudem sind die USA die erste Mannschaft, die ungeschlagen in der Gruppenphase ausschied.
- Das 1:1 gegen die USA ist Nordkoreas viertes Remis. Keine Mannschaft erzielte mehr Unentschieden.
- Japan ist die erste Mannschaft, die die Gruppenphase ohne Gegentor überstanden hat.
- Brasilien ist die erste Mannschaft, die mit einer negativen Tordifferenz in die K.-o.-Runde eingezogen ist.
- Deutschland ist die einzige Mannschaft, die bei allen drei Turnieren die Gruppenphase ohne Niederlage überstanden hat.
- Deutschland hat nun bei allen FIFA-Turnieren (inkl. den Olympischen Spielen) mindestens je einmal gegen Brasilien gespielt.
- Mit Frankreich hat erstmals eine europäische Mannschaft das Finale erreicht und gewonnen.
- Erstmals standen mit Frankreich und Nordkorea zwei Mannschaften im Finale, die bereits in der Gruppenphase gegeneinander spielten.
- Frankreich benötigte nur zwei Siege in sechs Spielen für den Titel. Nie zuvor konnte eine Mannschaft den Titel mit weniger Siegen bei einem FIFA-Frauenturnier holen.